# Peter Arlt
Peter Arlt (* 18. Dezember 1943 in Halle) ist ein deutscher Schriftsteller, Kunstwissenschaftler, Kunstkritiker und Publizist.

## Leben
Peter Arlt wuchs in Halle an der Saale als drittes Kind auf. Sein Vater Willy war Reichsbahngehilfe und Berufsschullehrer. Mit Christine, geb. Filbrich, gründete er 1971 eine Familie mit Tochter Solveig (geb. 1972) und Sohn Kristian (geb. 1975).
Besuch der Polytechnischen Oberschule und Lehre als kartographischer Zeichner in Halle.
1966-1973 Diplomlehrerstudium (Deutsch, Kunsterziehung), Karl-Marx-Stipendium 1969, und Forschungsstudium an der Pädagogischen Hochschule in Erfurt; 1974 Promotion über das Verhältnis von Wort- und Bildzeichensprache, seit 1974 Wissenschaftlicher Mitarbeiter an der Pädagogischen Hochschule in Erfurt; Promotion B „Antikerezeption in der bildenden Kunst der DDR. Zu den Entwicklungsprozessen der antik-mythologischen Ikonographie in Malerei, Grafik und Plastik von 1945 bis 1985 und der ikonographisch-ikonologischen Methode in der Kunstwissenschaft der DDR“ 1988.
Ab 1993 Universitätsprofessor für das Fachgebiet „Kunstgeschichte/ -theorie“, bis 2009 Professor an der Universität Erfurt; 1975 Mitglied der Pirckheimer-Gesellschaft; ab 1990 langjährige Arbeit in den Vorständen des VBK Thüringens und des BDK-Thüringen; 2000 Mitglied der Leibniz-Sozietät der Wissenschaften zu Berlin.
Erste Gedichtveröffentlichungen während des Dienstes bei der Volksmarine, Mitglied des Zirkels Schreibender Matrosen, während der Studienzeit in der „Literarischen Werkstatt“ der Pädagogischen Hochschule Erfurt (geleitet von Kurt Steiniger) und Mitglied des Arbeitskreises Junger Autoren in Thüringen. Teilnahme an den ersten FDJ-Poetenseminaren in Schwerin (Begegnung mit Günther Deicke, Richard Pietraß, Jürgen Fuchs, Matthias Biskupek); 1974–82 Kandidat im Schriftstellerverband der DDR, Thüringen (Leitung Wulf Kirsten); Publikationen von Gedichten und des Briefwechsels mit Helmut Preißler in der „Neuen Deutschen Literatur“.
Von 1982 an Mitglied im Verband Bildender Künstler der DDR und nach 1990 Thüringens.
Studienreise nach Odessa, Kiew, Leningrad, Moskau und 1988 nach Köln.
Neben der beruflichen Tätigkeit und als Publizist schrieb er Gedichte, Texte und war als Publizist und Kunstkritiker tätig, so in Tageszeitungen (vor allem „Thüringer Allgemeine“) und Fachzeitschriften, ab 2010 bei „Ossietzky“.
Als Kunstwissenschaftler ist Arlt auch Kurator von Ausstellungen, Kunstautor und Kunstkritiker („Das Urteil des Paris in der Kunst der DDR“, 1986, „Antik-Wandel. Mythos und Antike in der DDR-Karikatur“, 1989, „Mythos und Figur“, 2001, „Zwischen Schwelgen und Schindung. Sammlung Peter Arlt zu antiken Mythen“, „Mythos und Kunst. Kassandra auf dem Forum“, 2010/11, und „Merseburger Sprüche & Sprünge. Hommage auf den Realismus. Zum 100. Geburtstag Willi Sittes“, 2021/22).

## Publikationen

### Gedichte
- Neue Deutsche Literatur. Berlin, 1969, H. 8 u. 12; 1971, H. 7; 1972, H. 6; 1974, H. 1; 1975, H. 6.
- Poesiealbum. Sonderheft Poetenseminar 1972, Berlin 1972, S. 18.
- Sisyphos und der Stein immerwährender Mühe. Gesänge und Rezitationen für Bariton, Sprecher und kleines Orchester, 1979. Musik von Antonius Streichardt. Uraufführung Technische Hochschule Ilmenau 1979 und Aufführung Musiktage der DDR, Berlin 1980
- Brief um einen Brief. Jugendgedichte. Selbstverlag, Erfurt/Gotha 2003, 43 S.
- Karlheinz Büttner (Hrsg.): Auf Luthers Patmos war der Teufel los … Eine Anthologie aus tausend Jahren Wartburggeschichte. In: Das Wartburg-Lesebuch. 2015, S. 155.

### Prosa
- Der Hirt und die drei schönen Göttinnen. Griechische Sagen im Spiegel der Kunst. Der Kinderbuchverlag, Berlin 1982 (2. Aufl. 1984, 3. Aufl. 1987).
- Granatapfeltee Plus. Eine Vorsaisonreise in die Türkei. In: Freitag. 14, 4. April 2008.
- Mein Maler ist ein Kauz. Der junge Karl Stauffer-Bern in der Guten Schmiede beim 70-jährigen Gustav Freytag. Erzählung, Selbstverlag Gotha 2017 (mit Abb.).
- Traumläufe im Irrgang. Ein Lebensroman in Träumen – aus fünf Jahrzehnten. EDITION digital, Pinnow 2017.
- Nähe und Ferne ermessen. Fotografie mit Texten. Broschüre, Gotha, Selbstverlag 2017 und 2018.

### Fachliteratur
- Das Urteil des Paris in der bildenden Kunst der DDR. Ausstellungskatalog, Schloßmuseum Gotha; Pädagogische Hochschule Erfurt 1986.
- Antikerezeption in der bildenden Kunst der DDR. Zu den Entwicklungsprozessen der antik-mythologischen Ikonographie in Malerei, Grafik und Plastik von 1945 bis 1985 und der ikonographisch-ikonologischen Methode in der Kunstwissenschaft der DDR. Diss. B (Habilitationsschrift). 2 Bände. Pädagogische Hochschule, Erfurt 1987, 381 S. und 4 Anlagen.
- ANTIKWANDEL. Mythos und Antike in der DDR-Karikatur. Ausstellungskatalog. Museen der Stadt Gotha 1989.
- Wanderung in der Dreigleichenlandschaft mit Otto Knöpfer. Kunstverlag Gotha 1997 (2. Aufl. 1998, 3., weiter verbesserte, Auflage 2006).
- Mythos und Figur. Doch das Antike find ich zu lebendig. Ausstellungskatalog. Mit Beiträgen von Bernd Schäfer, Allmuth Schuttwolf, Uta Wallenstein, Ute Däberitz, Gabriele Roth. Hrsg. Schlossmuseum, Gotha 2001.
- Der Maler Curt Ehrhardt. Des Lebens dunkle Tänze. Hrsg. Georg F. Hesselbach und Michel Hebecker, Lauenförde und Weimar, 2002, 176 S., 131 Abb.
- Auf der Bühne des Bildes. Handlung und Sinnbild. In: Ronald Paris – Lob des Realismus. Retrospektive 2008, Faber & Faber Leipzig 2008, S. 19–27.
- Die Flucht des Sisyphos. Griechischer Mythos und Kunst – Eine europäische Bildtradition, ihre Aktualität in der DDR und heute. Kunstverlag Gotha 2008, 213 S., mit 114 meist farbigen Abb.
- Ikarus´ Abschied und Willkommen. Zum mythologischen Hauptthema in der bildenden Kunst der DDR. In: Abschied von Ikarus. Bildwelten in der DDR – neu gesehen. Begleitend zur Ausstellung im Neuen Museum Weimar, 19. Oktober 2012 bis 3. Februar 2013. Hrsg. von Karl-Siebert Rehberg, Wolfgang Holler, Paul Kaiser, Köln 2012, S. 75-85 (mit Diagramm der Entwicklung mythosbezogener Kunst der DDR).
- Von Heinz Scharrs sich wandelnder Kunst, der Phantasie aus dem Realen und den „Dingen, die ins Nichts gehen“. Essay. - In: Heinz Scharr: Kraft der Natur. Katalog, hrsg. von Gerd Lindner. Panorama Museum, Bad Frankenhausen 2014, S. 12–49.
- Nicht die Schönheit allein, die Liebe! In: Das Urteil des Paris. Grafik und Exlibris aus der Sammlung Dr. Peter Labuhn. hrsg. im Auftrag der Winckelmann-Gesellschaft von Stephanie-Gerrit Bruer. Verlag Franz Philipp Rutzen, Ruhpolding, in Kommission bei Harrassowitz Verlag, Mainz 2015, S. 27–36.
- Ein Hafen vereint geschwisterliche Städte. Zur Schrift „Der Hallmarkt als Hafen“ von Peter H. Feist über „Die Schwestern auf dem Söller am Hafen“ von Caspar David Friedrich – Korrektur und ikonographisch-ikonologische Deutung des Gemäldes. In: Künstler, Kunstwerk und Gesellschaft. Gedenkveranstaltung für Peter H. Feist, 8. Dezember 2016, hrsg. von Peter Arlt. Sitzungsberichte der Leibniz-Sozietät, Bd. 132, Jahrgang 2017, Trafo-Verlag, Berlin, S. 73–127.
- Merseburger Sprüche & Sprünge. Hommage auf den Realismus. Zum 100. Geburtstag von Willi Sitte. Katalog, Gotha 2021.